# Juan Carlos Higuero
Juan Carlos Higuero (* 3. srpna 1978, Aranda de Duero, Provincie Burgos) je španělský atlet, běžec, který se věnuje převážně středním tratím.

## Kariéra
Na mistrovství světa 2005 v Helsinkách skončil na šestém místě. V roce 2006 vybojoval dvě bronzové medaile (1500 m, 5000 m) na mistrovství Evropy ve švédském Göteborgu. O rok později se stal v Birminghamu halovým mistrem Evropy v běhu na 1500 metrů. Na předchozích halových evropských šampionátech ve Vídni 2002 a v Madridu 2005 získal stříbro. V roce 2008 bral bronzovou medaili na halovém MS ve Valencii, kde byl nejlepší z Evropanů. Stříbro získal Keňan Daniel Kipchirchir Komen a zlato Deresse Mekonnen z Etiopie.
Třikrát reprezentoval na letních olympijských hrách (Sydney 2000, Athény 2004, Peking 2008). Největší úspěch zaznamenal na olympiádě v Pekingu, kde doběhl ve finále běhu na 1500 metrů na pátém místě. Později však byl kvůli dopingu diskvalifikován vítěz Rašíd Ramzí z Bahrajnu a Higuero se posunul na čtvrté místo. Na Mistrovství světa v atletice 2009 v Berlíně skončila jeho cesta v závodě na 1500 metrů v semifinále na celkovém 14. místě a do dvanáctičlenného finále se nepodíval. 6. místo obsadil na halovém ME 2011 v Paříži.